# Uprowadzona 2
Uprowadzona 2 (ang. Taken 2) – francuski film sensacyjny z 2012 roku w reżyserii Oliviera Megatona, zrealizowany według scenariusza Luca Bessona i Roberta Marka Kamena. Zdjęcia kręcono w Los Angeles, Malibu i Stambule.
Sequel obrazu Uprowadzona (2008). Otrzymał negatywne recenzje; serwis Rotten Tomatoes w oparciu o opinie ze 163 recenzji przyznał mu wynik 21%.

## Opis fabuły
Druga odsłona historii emerytowanego agenta CIA Bryana Millsa. Bohater zostaje porwany razem z żoną podczas wakacji w Stambule.

## Obsada
- Liam Neeson jako Bryan Mills
- Maggie Grace jako Kim
- Famke Janssen jako Lenore
- Leland Orser jako Sam
- Jon Gries jako Casey
- D.B. Sweeney jako Bernie
- Luke Grimes jako Jamie
- Rade Šerbedžija jako Murad Krasniqi
- Kevork Malikyan jako inspektor Durmaz
- Alain Figlarz jako Suko

i inni